# Lijst van voetbalinterlands Kirgizië - Malediven
Deze lijst van voetbalinterlands is een overzicht van alle officiële voetbalinterlands tussen de nationale teams van Kirgizië en de Malediven. De landen hebben tot nu toe vier keer tegen elkaar gespeeld. De eerste ontmoeting was een kwalificatiewedstrijd voor het Wereldkampioenschap voetbal 1998 op 6 juni 1997 in Damascus (Syrië). Het laatste duel, een groepswedstrijd tijdens de AFC Challenge Cup 2014, werd gespeeld in Malé op 21 mei 2014.

## Wedstrijden
| № | Plaats   | Datum         | Competitie                          | Wedstrijd            | Uitslag |
| - | -------- | ------------- | ----------------------------------- | -------------------- | ------- |
| 1 | Damascus | 6 juni 1997   | WK 1998 kwalificatie                | Kirgizië − Malediven | 3 − 0   |
| 2 | Teheran  | 13 juni 1997  | WK 1998 kwalificatie                | Malediven − Kirgizië | 0 − 6   |
| 3 | Malé     | 23 maart 2011 | AFC Challenge Cup 2012 kwalificatie | Malediven − Kirgizië | 2 − 1   |
| 4 | Malé     | 21 mei 2014   | AFC Challenge Cup 2014              | Malediven − Kirgizië | 2 − 0   |

## Samenvatting
| Competitie                     | Totaal gespeeld | Winst Kirgizië | Gelijk | Winst Malediven | Doelsaldo Kirgizië – Malediven |
| ------------------------------ | --------------- | -------------- | ------ | --------------- | ------------------------------ |
| WK-kwalificatie                | 2               | 2              | 0      | 0               | 9 − 0                          |
| AFC Challenge Cup              | 1               | 0              | 0      | 1               | 0 − 2                          |
| AFC Challenge Cup-kwalificatie | 1               | 0              | 0      | 1               | 1 − 2                          |
| Totaal                         | 4               | 2              | 0      | 2               | 10 − 4                         |

KFU · 
A-internationals · 
Bondscoaches · 
Statistieken · 
Kirgizisch vrouwenelftal · 
Kirgizië U21 · 
Kirgizië U20 · 
Kirgizië U19 · 
Kirgizië U18 · 
Kirgizië U17
1990 – 1999 · 
2000 – 2009 · 
2010 – 2019 ·
2020 − 2029
1992 · 
1993 · 
1994 · 
1995 · 
1996 · 
1997 · 
1998 · 
1999 · 
2000 · 
2001 · 
2002 · 
2003 · 
2004 · 
2005 · 
2006 · 
2007 · 
2008 · 
2009 · 
2010 · 
2011 · 
2012 · 
2013 ·
2014 ·
2015 ·
2016 ·
2017 ·
2018 ·
2019 ·
2020 ·
2021 ·
2022 ·
2023 ·
2024
Afghanistan ·
Australië ·
Azerbeidzjan ·
Bahrein ·
Bangladesh ·
Cambodja ·
China ·
Estland ·
Filipijnen · 
India ·
Indonesië ·
Irak ·
Iran ·
Japan ·
Jemen ·
Jordanië ·
Kazachstan ·
Koeweit ·
Libanon ·
Macau ·
Malediven ·
Maleisië ·
Moldavië ·
Mongolië ·
Myanmar ·
Nepal ·
Noord-Korea ·
Oezbekistan ·
Oman ·
Pakistan ·
Palestina ·
Qatar ·
Rusland ·
Saoedi-Arabië ·
Singapore ·
Sri Lanka ·
Syrië ·
Tadzjikistan ·
Taiwan ·
Thailand ·
Turkmenistan ·
Verenigde Arabische Emiraten ·
Wit-Rusland ·
Zuid-Korea
FAM · A-internationals · Maldivisch vrouwenelftal
1980 - 1989 · 
1990 - 1999 · 
2000 – 2009 · 
2010 – 2019 ·
2020 − 2029
Afghanistan ·
Bahrein ·
Bangladesh ·
Bhutan ·
Brunei ·
Cambodja ·
China ·
Comoren ·
Filipijnen ·
Guam ·
Hongkong ·
India ·
Indonesië ·
Iran ·
Jemen ·
Kirgizië ·
Laos ·
Libanon ·
Maleisië ·
Mauritius ·
Mongolië ·
Myanmar ·
Nepal ·
Oezbekistan ·
Oman ·
Pakistan ·
Palestina ·
Qatar ·
Seychellen ·
Singapore ·
Sri Lanka ·
Syrië ·
Tadzjikistan ·
Thailand ·
Turkmenistan ·
Vietnam ·
Zuid-Korea